# عنا (بابويي)
عنا (بالفارسية: عنا) هي قرية تقع في إيران في قسم بابويي الريفي. يقدر عدد سكانها بـ 16 نسمة بحسب إحصاء 2016.